# الکساندرا، بخش سزیدلویک
الکساندرا، بخش سزیدلویک (به لاتین: Aleksandrów, Szydłowiec County) یک منطقهٔ مسکونی در لهستان است که در Gmina Chlewiska واقع شده‌است.

## خصوصیات
الکساندرا ۱۷۰ نفر جمعیت دارد.